# Скульский, Аркадий Васильевич
Аркадий Васильевич Скульский  (22 июля 1831 года — 3 октября 1887 года) — ярославский государственный и общественный деятель, представитель древнего дворянского рода Скульских, переводчик «Слова о полку Игореве».

## Биография
Родился 22 июля 1831 года в семье предводителя в 1833-1838 гг. Любимского уездного дворянского собрания, участника с 18 лет заграничных походов России против наполеоновской армии, артиллерийского штабс-капитана Василия Николаевича Скульского и Клавдии Петровны, урождённой Нелидовой, дочери подполковника. До 1917 г. семье Скульских принадлежала южная часть села Пречистого.
- В 1849 г. окончил ярославскую гимназию[4] по первому разряду и с правом на чин XIV класса (в 1832-1838 гг. в ярославской гимназии учился, конфликтуя с администрацией, также Николай Алексеевич Некрасов).
- 5 апреля 1850 г. поступил на службу унтер-офицером в Гренадерский Императора Австрийского полк[5].
- 19 июля 1852 с переводом во Владимирский пехотный полк был произведен в прапорщики, 17 марта 1853 г. — в подпоручики. В чине подпоручика участвовал в Крымской войне. Принял участие: 1) в компании в Придунайских княжествах с 16 марта  1854 года, когда проследовал из Москвы в Одессу, потом в княжество Молдавию, перешёл границу Империи у местечка  Леово, и с 20 июня и по 21 июля находился в составе обсервационного корпуса близ селения Галаучешти на границе Трансильвании. При обратном движении в пределы Империи перешёл границу у местечка Скулян и проследовал в Крым; 2)  в войне против войск Турции, Англии, Франции и Сардинии в первой компании с 1 сентября 1854 года по 1 января 1855 года. 8 сентября 1854 года в сражении на реке Альме[6] был ранен  штуцерную пулею в левую ногу на вылет, в верхнюю часть бедра и контужен осколком гранаты в голову; вследствие чего  своими был сочтен убитым, но был подобран противником и  взят в плен, в котором находился по 14 апреля 1856 года. Будучи тяжело раненным в бою, провел 19 месяцев в плену — вначале во Франции, а затем в Англии. При этом, считался погибшим из-за чего его имя появилось на обелиске защитников Севастополя в числе погибших[7].

Лечили Аркадия Васильевича от ран на островах Мраморного моря, а затем увезли в Англию. Высочайшим приказом 20 декабря 1854 г. был исключен из списков полка в числе убитых. Однако по возвращении из плена вновь зачислен в тот же Владимирский полк 18 июня 1856 г.
19 января 1857 года произведен в поручики со старшинством с 16 октября 1856 года, а 29 сентября переведен в 1-й гренадерский стрелковый батальон.
Батальонный квартирмейстер с 18 февраля 1861 года.
Высочайшим приказом 21 сентября 1861 года был уволен от службы по домашним обстоятельствам в чине штабс-капитана с мундиром. В числе его наград ордена Святых Станислава 3-й степени, Анны 2-й степени и бронзовая медаль в память войны 1853—1856 годов. Памяти героического участия и ранения А.В.Скульского в Альминском сражении 8 сентября 1854 г. Л. Н. Трефолев посвятил стихотворный рассказ «Солдатский клад».
После увольнения из армии женился на Надежде Петровне Петровой. Овдовел через несколько лет и женился второй раз. По выходе в 1860 году в отставку, занимал посты председателя Любимской уездной земской управы, почетного мирового судьи Любимского округа, председателя Ярославской губернской земской управы (1871—1887). Сотрудничал с первыми губернскими ведомостями в России — «Ярославскими губернскими ведомостями», был редактором «Вестника Ярославского земства», в котором упоминается множество фамилий руководящих органов земств, земских гласных, мировых судей, учителей, учениц, врачей, купцов, мещан и крепких крестьян, то есть тех сословий и групп населения, которые в меньшей степени попадали на страницы Ярославских Епархиальных и Ярославских Губернских ведомостей. В 1860-1880-х гг. занимал высокие административные должности в Ярославской губернии, в т.ч.:
с 1 июня 1861 года по 31 января 1872 года являлся Мировым посредником по Любимскому уезду;
с 1865 по  1871 гг. был Председателем Любимской Уездной Земской Управы;
с 1866 г. в течение 15 лет занимал должность мирового судьи Любимского округа — Указом Правительствующего Сената 9 ноября 1866 года утвержден Почетным Мировым Судьей Любимского округа на первое трехлетие, затем избирался и утверждался Правительствующим Сенатом ещё в течение 5 трехлетий подряд без перерыва. В течение первых двух трехлетий (в 1866-1872 гг.) избирался также на должность Председателя Съезда Мировых Судей Любимского округа;
в 1871 году (8 декабря) А.В.Скульский был избран Председателем Ярославской Губернской Земской Управы, войдя также и в современную историю Ярославской областной думы, был утвержден в этой должности Министром Внутренних Дел. В течение следующих трехлетий с 1875 г. по кончину 3 октября 1887 года последовательно и без перерыва избирался на ту же должность и был в ней утверждаем Министром Внутренних Дел (по закону 1864 года земскому самоуправлению передавались хозяйственно-культурные функции, которые в свою очередь делились на обязательные и необязательные. В перечень обязательных были включены следующие: содержание государственных учреждений на местах, устройство дорог и мостов, поддержание водопроводов и канализации, осуществление почтовой повинности. Социальный состав участников первого земского губернского собрания как распорядительного органа был следующий: 35% составляли местные дворяне, 37% – крестьяне, оставшиеся 28% приходилось в основном на представителей торгово-промышленных кругов и мелких городских собственников;
в 1875 году А.В.Скульский участвовал в Комиссии при Министре Внутренних Дел, созданной для пересмотра законов о личном найме.
В Любимском и Ярославском земствах содействовал строительству каменных больниц в Любиме и Ярославле, организации школ, прокладке новых дорог. В Ярославле его усилиями были построены новая земская больница, глазная лечебница, дом для умалишённых. Например, Т.И.Волкова в своем исследовании указывает некоторые подробности деятельности А.В.Скульского: «При его участии в 1872 г. в Мологском уезде была организована фельдшерская школа, а в следующем году на средства губернской управы был создан первый врачебный съезд. А.В. Скульский был инициатором издания «Вестника Ярославского земства», который издавался в губернии свыше 30 лет». Л.С.Зак написал об одной из инициатив А.В.Скульского, направленной на выравнивание экономических условий хозяйствования для крестьян и дворян того периода: «В 1879 г. председатель Ярославской городской управы Скульский представил в Губернское Земское Собрание записку об учреждении земского выкупного банка. Губернская Управа указывала на то, что «не подлежит сомнению тот повсеместный в губернии факт, что, с одной стороны, крупные и средние землевладельцы поместно-дворянского сословия, удрученные настоятельной потребностью сбыта многих отдельных участков своих владений, ищут покупателей, а, с другой стороны, крестьянское население … нуждается в увеличении своих наделов». По заключению  С.Г.Куликовой, «успешная деятельность ярославского земства объясняется реализацией проекта «Об учреждении земского выкупного банка» А.В. Скульского 1879 г., во многом схожего с предложениями московского земства». В исследовании Е.В Спиридоновой отмечается поддержка А.В.Скульским проведения археологических раскопок как одного из направлений краеведения. «В Ростовском уезде, — пишет она, — при содействии председателя земской управы А.В. Скульского Н.Г. Керцелли раскопал 4 кургана у деревни Дертники». На сайте Ярославской областной думы период деятельности А.В.Скульского в должности председателя  Ярославской городской управы также оценен положительно. «Первым председателем губернской земской управы, — говорится в исторической справке в брошюре «Ярославской областной думе 15 лет», — был Е.А.Тимрот. В 1868 году его сменил А.В.Скульский, возглавлявший управу до 1887 года, и именно с ним историки связывают оживление земской деятельности в Ярославской губернии с начала 70-х годов XIX века».
В 1876 году в Ярославле вышло его поэтическое переложение «Слова о полку Игореве». В предисловии к изданию его перевода он пишет: «Слово о полку Игореве» составляет единственное, завещанное нам XII веком, наследство по народной поэзии, наследство тем более драгоценное, что и века позднейшие не представили нам ничего подобного». К тому времени уже было довольно много разных переводов «Слова» – и среди них работы замечательных поэтов: Василия Жуковского, Аполлона Майкова, Льва Мея. Поэтому мнения экспертов о переводе «Слова» А.В.Скульским могут быть различными. К 130-летию выхода данного издания, в частности, указывалось, что А.В.Скульский «переложил «Слово» очень ясными, прозрачными, напевными стихами. Он приблизил это древнее произведение к народной песне. При этом Аркадий Васильевич сохранил, насколько это вообще было возможно, точность мыслей автора». На сайте Музея истории города Ярославля при открытии выставки, посвященной изданию «Слова о полку Игореве» в переводе А.В.Скульского, сказано, что «Слово о полку Игореве» в переложении А.В.Скульского — не дословный перевод, хотя и сохраняет точность мыслей первоисточника. И при этом добавлено: «Литературная ипостась А.В.Скульского была малоизвестна при его жизни. После военной службы он работал в Ярославском земстве, славился добрым, мягким нравом, справедливостью и честностью. Люди, близко знавшие его неутомимую деятельность на благо города, говорили о нем: «Интеллигент высокой пробы!» Громада благих дел, которые он успел сделать для ярославцев, открылась только после его смерти, так же, как и его замечательный литературный дар ярославцам в виде переложения «Слова о полку Игореве». В «Энциклопедии «Слова о полку Игореве» обращается внимание на оригинальность переложения древнерусского текста. Переложение А.В. Скульского стилизовано под историческую песню, ритмика и фразеология представляют текст в виде фольклорного произведения, — сказано в этом издании.
Умер 3 октября 1887 года «от открывшихся ран». Похоронен на Леонтьевском кладбище.

## Семья
1-я жена — Надежда Львовна Петрова (22 августа 1839 — 9 ноября 1863). От этого брака родились:
- Сергей Аркадьевич, родился 12 августа 1861 года. Был женат, но детей нет.
- Николай Аркадьевич, родился 22 ноября 1862 года, умер в 1916 году. Был женат, но детей нет.

2-я жена — Анна Николаевна Черевина (13 января 1847—1918) — представительница древнего рода Черевиных, родственница генерал-лейтенанта Петра Александровича Черевина, приближённого императора Александра III. Р.А.Смирнов пишет в своем исследовании о том, что ярославские дворянки принимали участие в деятельности дворянской организации Красного Креста во время русско-японской войны и были награждены серебряными медалями. Среди этих тридцати женщин была награждена и А.Н.Скульская.
Дети от этого брака:
- Клавдия Аркадьевна, родилась 24 октября 1865 года, умерла 13 февраля 1937 года. Учительница. Девица.
- Дмитрий Аркадьевич, родился 4 сентября 1875 года, умер 3 февраля 1943 года. Член 1-й Государственной Думы[8].

В метрической книге Ярославской градской Николо-Надеинской церкви за 1910 г. указаны следующие члены семьи А.В.Скульского:
Скульская Анна Николаевна, вдова, штаб-капитанша, потомственная дворянка —  63 года;
дети (Аркадьевы):
Клавдия — 44 года;
Дмитрий — 34 года;
Дмитриева жена Мария Петровна — 33 года;
дети:
Владимир — 2 года;
Татьяна — менее года;
Черевина Наталья Николаевна, дев. из дворян — 59 лет (родная сестра Анны Николаевны Скульской (Черевиной))

## Изданные публичные выступления и труды
- Скульский А. Слово о полку Игореве. Переложение в стихах с историческими примечаниями. Ярославль. 1876 г. 28с. + 7с. Данный труд был выполнен А.В.Скульским в связи с тем, что история "Слова о полку Игореве" связывается с городом Ярославлем — с хранением данной ценной древней рукописи общегосударственной значимости в Спасо-Преображенском монастыре
- Речь А.В.Скульского на открытии первого съезда ярославских врачей // Вестник Ярославского земства.1873. № 15-16. Отд. 3. С. 1 На эту публикацию в своих исследованиях ссылается, например, Смирнова Е.М.
- Скульский А. Центры производства главнейших видов кустарной промышленности // Вестник Ярославского земства. 1875. № 37–38. На эту работу в своих исследованиях ссылаются, например, Патрикеева О.А. и Лурье Л.Я..
- Скульский А.В. (в соавторстве с Л.Н.Трефолевым, издававшим под руководством Скульского "Вестник Ярославского земства") Добрым русским людям-ярославцам!: По поводу войны славян с турками. — 2-е изд., доп. — Ярославль: тип. Губ. земск. управы, 1877. — 34 с. Эта брошюра была написана и издана для оказания помощи Сербии в 1876-1877 году в сербско-турецкой войне в период сбора А.В.Скульским пожертвований для этих целей.
- Скульский А.В. Зародыш сельского пролетариата. // Вестник Ярославского земства. Издание Ярославской губ. земской управы. Ярославль.1878. № 75–76. Отдел третий. 1–6 с.[22]
- Скульский А. Организация земских учреждений // Земство.- 1880.- № 3 На эту работу в своих исследованиях ссылается, например, Нецунская И.Н.
- Скульский А.В. Доклад Ярославскому губернскому земскому собранию, по высочайше утвержденному 19-го марта 1880 г. журналу Комитета министров, о реформе учреждений по крестьянским делам. — Ярославль: тип. Губ. земск. управы, 1881. — 36 с.
- Скульский А.В. Ярославль в 1608 и 1609 годах. Эта краеведческая  лекция, прочитанная А.В.Скульским 16 октября 1883 г., — сказано на сайте ЯОУНБ им. Н.А.Некрасова,- "популярный рассказ о вторжении польско-литовских отрядов в Ярославль, о героической защите города". На эту работу в своих исследованиях ссылается, например, Сафронов В.И.
- Скульский А. В. Две женские лжи. — Ярославль: тип. Губерн. зем. управы, 1883. Эта краеведческая лекция была прочитана А.В.Скульским 22 октября 1883 г., — сказано на сайте ЯОУНБ им. Н.А.Некрасова,- "о судьбах двух исторических женщин Смутного времени — царицы Марии Федоровны (Нагой), последней жены Ивана Грозного, матери царевича Дмитрия, убитого в Угличе, и Марины Мнишек, жены первого Лжедмитрия, после смерти мужа отправленной в ссылку в Ярославль".
- Скульский А.В. Исторический очерк столетнего существования Дома призрения ближнего в Ярославле. 21 апреля 1786—1886 — Ярославль, 1886. Эта работа, изданная за год до смерти А.В. Скульского, представляла собой своеобразный отчѐт о деятельности учреждения, находившегося в ведении приказа общественного призрения – Ярославского дома призрения ближнего[23]. На эту работу в своих исследованиях ссылаются, например, Рождественская Н.А. и Соколов А.Р..
- Скульский А.В. Землевладение в Ярославской губернии // Вестник Ярославского земства. — 1901. — 1880. — № 93 — 94. — С. 151 – 158 На эту работу в своих исследованиях ссылается, например, Михайлова М.А.
- Скульский А.  А. С. Петровский. (Некролог) // Журналы заседаний общества для исследования Ярославской губернии в естественно-историческом отношении за 1881-82-й годы. Ярославль, 1883. С. 19-21